# Cadillac CT6
El Cadillac CT6 (siglas de Cadillac Touring 6) es un automóvil de lujo del segmento F producido por Cadillac, saliendo a la luz en el Salón del Automóvil de Nueva York en el año 2015 siendo el primer automóvil de tracción trasera desarrollado por esta marca después de que el Cadillac Fleetwood fuera discontinuado en 1996 y el primer modelo con la nueva nomenclatura llevada a cabo por la directiva de Johan de Nysschen. Desarrollado en la planta de General Motors de Detroit/Hamtramck.
Actualmente se vende en Estados Unidos, República Popular China, México, Canadá, Israel, Corea del Sur, Japón y Europa, incluyendo España aunque con una red de concesionarios muy escasa. Debido a las bajas ventas en el mercado estadounidense se descontinuó su producción aunque sigue en China, de la que se espera una segunda generación para los próximos años. Su sucesor será el completamente eléctrico, Cadillac Celestiq, aunque este último está encuadrado en un nicho superior al nivel de las berlinas de ultra lujo.

## Características
El CT6 no es considerado el sucesor del Cadillac XTS al que supera en 51 mm en longitud exterior y 272 mm en la distancia entre ejes. También es el primer vehículo de la marca en emplear la plataforma Omega de General Motors. Incluyendo por primera vez un motor V6 de 3.0 litros biturbo con 400 CV y 542 Nm con la implementación de un sistema de desactivación de cilindros. Otros motores son un V6 de 3.6 litros y un motor turbo de 4 cilindros de 2.0 litros. Incluyendo la posibilidad de un sistema de tracción integral y un cambio automático de 8 velocidades.

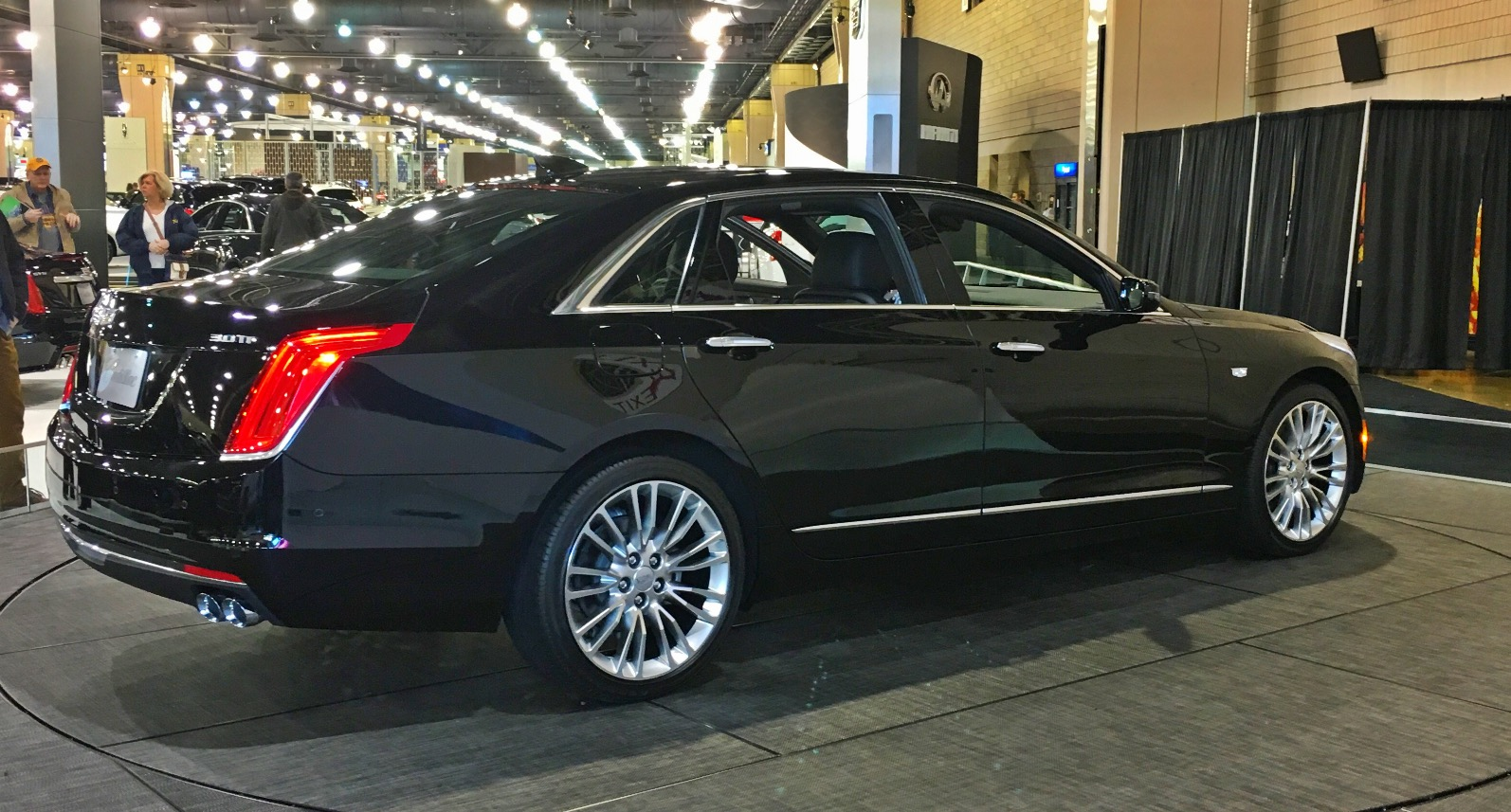
vista trasera

En el interior incluye un sistema de entretenimiento CUE de segunda generación, una cámara en el retrovisor, un sistema de audio Bose Paranay con 34 altavoces, climatizador de 4 zonas, asientos forrados en piel Opus con ventilación, calefacción y cinco programas de masaje y una cámara de visión nocturna.
En la primavera de 2018, se incluyó una versión de altas prestaciones (V-Series), un motor V8 biturbo de 4.2 litros, de tracción a las cuatro ruedas, el cual desarrolla una potencia de 550 CV y 627 lb-pie de par. Llevado a cabo por una transmisión automática de 10 velocidades preparada para una conducción deportiva, al igual que se ajustó su sistema de tracción integral para administrar la dosis extra de par.
Entre las novedades de esta versión, se incluye una dirección más directa y un sistema de frenos Brembo con discos de 19 pulgadas. Contó con una versión V-Series que solo se vendió en Estados Unidos y en la República Popular China.
También cuenta con una versión salida en el mismo año, denominada Platinum AWD, el cual es un motor 3.0L V6 biturbo (twin-turbo) que desarrolla 404 CV.

## Recepción
La revista Autoline informó el 5 de abril de 2016 que el proyecto del modelo CT8 había sido cancelado para enfocarse en el mercado de los SUV de lujo, convirtiéndose el CT6 en el buque insignia de la marca. En general el Cadillac CT6 ha sido bien recibido por la prensa, destacando su ligero chasis y su interior de alta calidad.
Compite con el Audi A8, BMW Serie 7, Mercedes-Benz Clase S o el Lexus LS en cuanto tamaño pero con unos precios más bajos.